# Uničevanje sovražnikove protiletalske obrambe
Uničevanje sovražnikove protiletalske obrambe (ang. Suppression of Enemy Air Defenses - SEAD tudi "Wild Weasel" ali "Iron Hand") so vojaške letalske operacije namenjene uničevanju sovražnikovih protiletalskih sistemov, kot so protiletalske rakete in protiletalska artilerija (AAA). SEAD letala se prva pojavijo na bojišču in ga po navadi zadnji tudi zapustijo.
Okrog četrtina vojaških misij v preteklih ameriških vojaških konfliktih je bil SEAD.
SEAD letala so primarno oborožena s protiradarskimi raketami (ARM) kot je npr. ameriška AGM-88 HARM in britanska ALARM. Uporablja se tudi lasersko vodene Paveway LGB bombe in druge "pametne" bombe, ki so sposobne uničiti cilje. Za efektivne so se izkazale tudi nevodljive kasetne bombe, te so sicer v nekaterih državah prepovedali.
Med Vietnamsko vojno so Američani uporabljali t. i. "Wild Weasel" letala kot so F-105G Thunderchief in F-4G Phantom II. Sovjeti so za SEAD raje uporabljali prestrezniška letala kot je Mikoyan MiG-25BM in bombnike Tupoljev Tu-22M, ki je bil sposoben z raketami uničiti cilje iz velike razdalje.
Trenutno je pri Američanih glavno SEAD letalo F-16 Fighting Falcon, sekundarno pa tudi F/A-18 Super Hornet, F-15E Strike Eagle, AV-8B Harrier,A-10 Thunderbolt II pa tudi radarsko nevidna Lockheed Martin F-22 Raptor in bodoči F-35 Lightning II. V Evropi pa Tornado GR4s

## Letala SEAD

### Trenutno v uporabi
- Boeing EA-18G Growler
- Fairchild Republic A-10 Thunderbolt II
- Lockheed Martin F-16 Fighting Falcon
- Northrop Grumman EA-6B Prowler
- Panavia Tornado ECR
- Šenjang J-8G
- Suhoj Su-24 FencerMP
- Xian JH-7A

### Upokojena letala
- A-6B Intruder
- F-4G Phantom II
- F-100F Super Sabre
- EF-105F/F-105G Thunderchief
- Suhoj Su-17M3P[2]